# باغ‌موزه دفاع مقدس (تهران)
موزه ملی انقلاب اسلامی و دفاع مقدس، یکی از بزرگترین موزه های جنگ در جهان اسلام، یکی از مدرن ترین موزه ها در غرب آسیا و یکی از جاذبه‌های گردشگری تهران در کنار مجموعه‌هایی مانند باغ کتاب تهران، کتابخانه ملی ایران، فرهنگستان‌های جمهوری اسلامی ایران، باغ هنر و مصلای امام خمینی است که به عنوان قطب فرهنگی شهر تهران در اراضی عباس‌آباد (تهران) احداث شده‌است.
تاریخچه و تأسیس:
- موزه دفاع مقدس در سال ۱۳۸۶ کلنگ‌زنی شد و پس از چند سال فعالیت عمرانی، در سال ۱۳۹۱ به صورت رسمی افتتاح شد.
- هدف از تأسیس این موزه، حفظ و ترویج ارزش‌های انقلاب اسلامی و دفاع مقدس، مستندسازی وقایع جنگ و آموزش نسل‌های آینده عنوان شده است.

## بنا و کارکردها و آثار موزه
این موزه با زیربنای ۲۰۵ هزار متر مربع، یکی از بزرگترین باغ‌موزه های کشور است که از بخش‌های مختلفی مانند تالارهای هشت گانه، باغ راه، دریاچه مصنوعی، آب نمایش، سالن های آمفی تئاتر و سراسرنما تشکیل شده و با استفاده از تکنولوژی های دیجیتال سعی در انتقال مفاهیم تاریخ انقلاب اسلامی و دفاع مقدس دارد. اولین مدیرعامل موزه سردار جواد خضرایی راد بود. در حال حاضر سردار علی اصغر محسن شیخی ناظر به عنوان رئیس موزه ملی انقلاب اسلامی و دفاع مقدس انتخاب شده‌است.
این مجموعه با استفاده از تکنولوژی های روز دنیا علاوه بر نمایش دوران نقش مردم در انقلاب اسلامی و دفاع مقدس، توانسته است به فراخور تقویم، هر ساله نمایشگاه‌های موقت مراسمات و برنامه‌ها مختلفی را برگزار نماید.
نکات برجسته:
- آثار موزه شامل تجهیزات نظامی، اسناد واقعی از جبهه‌ها، وسایل شخصی شهدا، آثار هنری با موضوع جنگ، ماکت‌های عملیات‌های مهم و تصاویر مستند تاریخی است.
- موزه، با استفاده از تکنولوژی‌های مدرن (واقعیت افزوده، شبیه‌سازی‌های صوتی و تصویری) فضای حسی و تأثیرگذاری برای بازدیدکنندگان ایجاد کرده است.
- برگزاری همایش‌ها، کارگاه‌ها و نشست‌های تخصصی در زمینه‌ی پژوهش‌های دفاع مقدس بخشی از فعالیت‌های جاری این موزه است.

## تالارها
- تالار پروانه‌ها
- تالار آستانه
- تالار حیرت و حقانیت
- تالار دفاع
- تالار آرامش
- تالار شهادت
- تالار پیروزی
- تالار سرانجام[۷]

## نحوه دسترسی
- خط یک متروی تهران، ایستگاه شهید حقانی و ایستگاه شهید همت